# Tetrix sierrana
Tetrix sierrana is een rechtvleugelig insect uit de familie doornsprinkhanen (Tetrigidae). De wetenschappelijke naam van deze soort is voor het eerst geldig gepubliceerd in 1956 door Rehn & Grant.
1. ↑  (en) Tetrix sierrana op de IUCN Red List of Threatened Species.